# Dolichomitus atratus
Dolichomitus atratus är en stekelart som först beskrevs av Rudow 1881.  Dolichomitus atratus ingår i släktet Dolichomitus och familjen brokparasitsteklar. Inga underarter finns listade i Catalogue of Life.